# 星恋*ティンクル
『星恋*ティンクル』（ほしこいてぃんくる）は、きゃべつそふとから2017年1月27日発売の18禁美少女アドベンチャーゲームである。
作品タイトル発表前から企画は進行しており、梱枝りこの同人本等に"凪"というキャラクターはすでに掲載されていた。仮タイトルは「"ナギ"」であった。

## 登場人物
群雲 景（むらくも けい）
本作の主人公。
身長：174cm
鳴瀬川 凪（なるせがわ なぎ）
声 - 遥そら
誕生日：12月25日
身長：149cm
スリーサイズ：B 74（Aカップ）/W 55/H 76
群雲 そらは（むらくも そらは）
声 - 秋野花
誕生日：7月21日
身長：153cm
スリーサイズ：B 96（Iカップ）/W 57/H 85
織紙 珠希（おりがみ たまき）
声 - ありあ
誕生日：2月2日
身長：161cm
スリーサイズ：B 92（Gカップ）/W 58/H 86
花々見 咲良（かがみ さくら）
声 - 藤咲ウサ
誕生日：4月6日
身長：155cm
スリーサイズ：B 85（Eカップ）/W 57/H 82

## 制作スタッフ
- シナリオ - なかひろ
- 原画 - 梱枝りこ
- 音楽 - ぬっぺ
- アーティスト - 佐々木未来
- 作詞 - RUCCA
- 作曲 - 藤田淳平（Elements Garden）

## 主題歌
オープニングテーマ『ぼくらの星座』
歌：佐々木未来、作詞：RUCCA、作曲：藤田淳平（Elements Garden）
エンディングテーマ『Be your Flower』
作詞：RUCCA、作曲：藤田淳平（Elements Garden）、編曲：藤田淳平（Elements Garden）
グランドエンディングテーマ『めざめのうた』
歌：遥そら、作詞：ぬっぺ、作曲：ぬっぺ、編曲：五十嵐耕平

## コミック版
月刊コミックアライブで2016年11月号から星恋*ティンクル 〜BROTHER COMPLEX〜（原作：きゃべつそふと キャラクター原案：梱枝りこ 作画：ぺけ）連載。

## Webラジオ
『ラジオ「星恋*ティンクル」渚沙町放送局』のタイトルで、2016年11月18日から2017年2月3日まで音泉にて配信された。毎週金曜日更新。パーソナリティは秋野花（群雲そらは 役）、藤咲ウサ（花々見咲良 役）。

## 反響

### 売り上げ
Getchu.comの2017年1月セールスランキングで3位、上半期セールスランキングで16位、年間セールスランキングで31位を獲得した。

### 人気投票
月間げっちゅ投票「このゲームはプレイしとけ！」2017年01月発売タイトル4位を獲得した。
萌えゲーアワード2017の年間ランキング33位を獲得した。